# Похлебайки
Похлебайки — деревня в Московской области России. Входит в городской округ Солнечногорск.

## География
Расположена в 14 км от Солнечногорска и в 54 километрах от Москвы на Истринском водохранилище.

## Население
| 1852 | 1859 | 1890 | 1899 | 1926 | 1966 | 1998 |
| ---- | ---- | ---- | ---- | ---- | ---- | ---- |
| 202  | ↘199 | ↗216 | ↘204 | ↘169 | ↘45  | ↘1   |
| 2002 | 2010 |      |      |      |      |      |
| ↘0   | ↗6   |      |      |      |      |      |

## История
С 1994 до 2006 года деревня входила в Соколовский сельский округ Солнечногорского района..
С 2005 до 2019 года деревня включалась в Соколовское сельское поселение Солнечногорского муниципального района.
С 2019 года деревня входит в городской округ Солнечногорск, в рамках администрации которого деревня относится к территориальному управлению Соколовское.